# Pictons
Pour les articles homonymes, voir Picton.
Ne doit pas être confondu avec Pictes.
Les Pictons (Pictones) ou Pictaves (Pictavi) sont un peuple de Gaule installé dans un territoire correspondant approximativement aux actuels départements français des Deux-Sèvres, de la Vienne ainsi qu'au sud de la Vendée, et également la cité de Ratiatum, seconde cité des Pictons, au sud de la Loire-Atlantique.
Dans l'Empire romain, les Pictons constituent une cité (civitates) ayant pour capitale Limonum (Poitiers). Elle fait partie de la Gaule aquitaine à partir du règne d'Auguste, et de la province d'Aquitaine seconde à partir du règne de Dioclétien.
Les noms de la région historique du Poitou et le nom actuel de Poitiers viennent tous deux du nom de ce peuple.

## Philologie

### Mentions littéraires antiques
Le mot Pictones est utilisé par des auteurs romain écrivant en latin classique, notamment César dans la Guerre des Gaules et le poète Lucain dans la Pharsale.
Le mot Pictavi est utilisé par Ammien Marcellin, auteur du IVe siècle.
On trouve aussi les adjectifs pictonicus et pictavicus (chez Ausone, auteur du Ve siècle, originaire de Bordeaux) ainsi que pictavus (chez Sulpice Sévère, du Ve siècle).

### Mentions en français à partir de l'époque moderne
Le nom de ce peuple apparait, selon les sources et les époques, sous les formes « Pictons » et « Pictaves ».
On trouve aussi la forme « Pictes », par exemple dans le Dictionnaire étymologique du patois poitevin (1867) de l'érudit local Gabriel Lévrier : « Les Pictes furent nos ancêtres ; nous tenons d'eux un immense héritage : ils ébauchèrent notre civilisation, créèrent la plupart de nos villages, et jetèrent les bases d'un bon nombre de nos villes. Chaque jour nous foulons à nos pieds les forêts par eux consacrées au culte de Teutatès et d'Hésus, ainsi que les sillons tracés par leurs charrues grossières. ». Mais à l'heure actuelle, le mot « Picte » désigne en français un peuple ancien d'Écosse, les Pictes (en latin Picti, en anglais Picts).
La dénomination usuelle à l'heure actuelle est Pictones ou « Pictons ».

### Étymologie du motPictones
L'ethnonyme est formé sur un radical celtique pict-, qui signifie « rusé ».

## Les Pictons avant la conquête romaine
Le territoire que les Romains appellent la Gaule (transalpine) au Ier siècle avant notre ère s'étend du Rhin aux Pyrénées. Les historiens estiment que les Celtes ont commencé à s'installer dans ces territoires au Ve siècle avant notre ère, mais on ignore le détail du processus d'occupation et de celtisation. Ils ont aussi envahi l'Italie, créant au nord de la péninsule la Gaule cisalpine, que les Romains ont conquise dès le IIIe siècle avant notre ère, avant de s'emparer de la Gaule narbonnaise vers - 120.
Selon César, au moment où il commence sa conquête (en - 58), la Gaule est divisée en trois parties : la Celtique (de la Marne à la Garonne), la Belgique (au nord de la Marne), l'Aquitaine (au sud de la Garonne). Les Pictons, au sud de la Loire, font partie de la région de Celtique. Il s'agit d'un peuple indépendant et même assez puissant, tout comme dans l'ouest de la Gaule, les Vénètes, les Bituriges Cubes et les Santons.

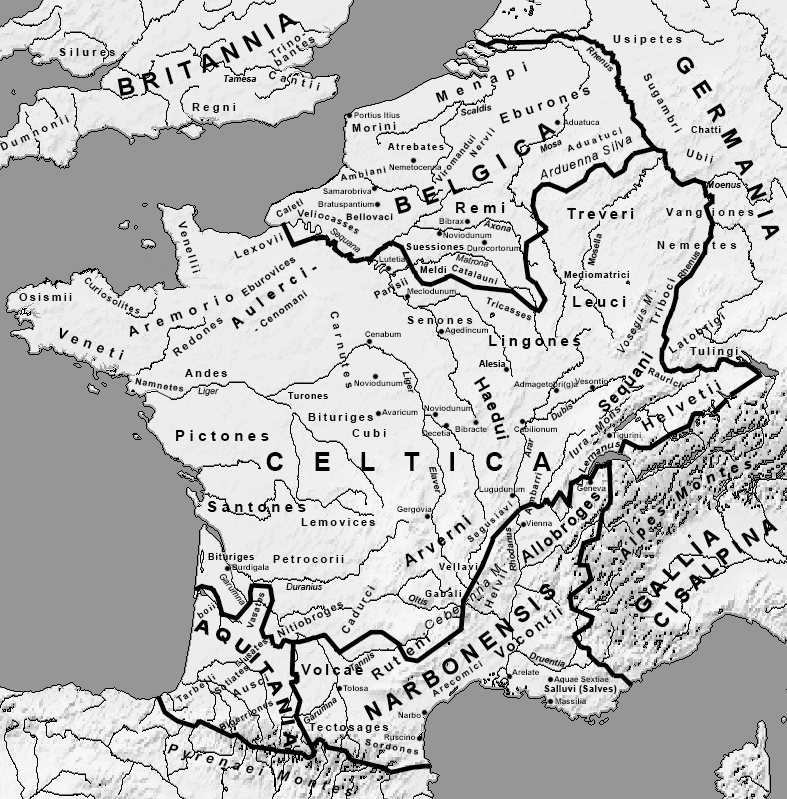
Carte de la Gaule transalpine avant la guerre des Gaules.

Localisation du territoire des Pictons au sud de l'estuaire de la Loire.

### Territoire
Les territoires des peuples gaulois peuvent être reconstitués de façon approximative à partir de trois sources d'information : la toponymie ; la géographie historique ; l'archéologie, notamment la répartition des monnaies lorsqu'il s'agit d'un peuple émetteur, ce qui est le cas des Pictons avant la conquête romaine.

#### Toponymie
La toponymie actuelle de la France permet de supposer l'existence d'un toponyme gaulois *Equoranda marquant la frontière entre deux peuples ; en français, ce toponyme apparait aujourd'hui sous les formes « Ingrandes » et « Aigurande », ou sous des formes plus éloignées (Ingrannes, Guirande, Guirlande, Egrenne, etc.). Ce toponyme peut aussi apparaitre dans une forme dérivée de sa traduction latine (Fines) : Fins. Ces toponymes sont parfois situés à la limite de deux départements.
En ce qui concerne les Pictons, on le retrouve trois fois sous la forme « Ingrandes » :
- au lieudit Ingrandes (commune de Couziers) près de Fontevraud-l'Abbaye, où il marquait la frontière avec les Andécaves (Anjou, Angers) ;
- à Ingrandes (Vienne), avec les Turons (Touraine, Tours) ;
- à Ingrandes (Indre) près du Blanc, avec les Bituriges Cubes (Berry, Bourges) ;

On le retrouve aussi probablement :
- dans le nom du ruisseau des Équilandes, près de Bourg-Archambault (Vienne), à la frontière avec les Lémovices (Limousin, Limoges) ;
- dans la forêt d'Argenson[pas clair] ;
- dans le nom de la rivière Guirande, au sud de Niort, à la frontière avec les Santons ;

#### Géographie historique[11]
On admet une relation assez forte entre les territoires des peuples gaulois d'avant la conquête et les territoires des cités gauloises de l'Empire romain, et par conséquent celui des diocèses chrétiens constitués à la fin de l'Antiquité. Or ces diocèses sont cartographiés à partir de l'époque moderne.
Dans le cas du diocèse de Poitiers, qui existe dès le iiie siècle, il faut ajouter à son territoire du xviiie siècle celui des diocèses de Maillezais et de Luçon créés en 1317.
D'autre part, on pense que des territoires situés au sud de la Loire ont été attribués aux Pictons par les Romains après la guerre des Gaules, notamment l'actuel Pays de Retz, qui sera d'ailleurs conquis par les Bretons au xe siècle et séparé du diocèse de Poitiers.
Il faut aussi tenir compte des noms de localités attestées comme pictonnes par les textes ou par l'archéologie pré-romaine (oppida) : à commencer par la ville antique de Poitiers, Limonum.

#### Délimitation du territoire picton en 60 avant notre ère
À partir de ces éléments, on peut établir avec une forte certitude que le territoire picton s'étendait sur le territoire de la Vienne et des Deux-Sèvres (par la suite appelé Haut-Poitou) et le sud de la Vendée.
Il est probable que la plus grande partie de Vendée n'en faisait pas partie, relevant probablement des Ambilatres.
L’extension du territoire picton jusqu’à la Loire sur tout son cours inférieur est une hypothèse à peu près abandonnée à l'heure actuelle : il s'agit d'une situation d'époque romaine.
Le territoire des Pictons est limitrophe au nord de ceux des Andécaves et des Turons, à l'est de celui des Bituriges Cubes, au sud-est de celui des Lémovices, au sud de celui des Santons, peuples qui ont ensuite le statut de cités de l'Empire romain. La situation est moins claire à l'ouest où se trouvent les Ambilatres et les Anagnutes, peuples qui disparaissent après la conquête romaine et dont le statut à l'époque de l'indépendance gauloise n'est pas bien connu.

### Villes et économie

#### Limonum,oppidumdes Pictons
Le nom du principal oppidum et probable capitale des Pictons est Limonum ou Lemonum (« l'Ormeraie »), dont la localisation correspond à celle de l'actuelle ville de Poitiers. Cet oppidum (terme qui désigne une ville fortifiée, généralement située sur une hauteur) est située sur un vaste promontoire au confluent du Clain et de la Boivre.
Ce nom celtique est formé sur un mot gaulois lemo-, « orme », qu'on retrouve dans le mot irlandais lem (même sens), avec un suffixe latinisé (-onum). À la fin de l'Antiquité, du fait de l'affaiblissement des structures romaines, Limonum (capitale de la cité des Pictons) devient Civitas Pictavensis[réf. nécessaire] (« la cité des Pictons », le mot « cité » prenant alors le sens de « ville où réside un évêque »), selon un processus général en Gaule romaine, et par la suite « Poitiers ».

#### Autres localités
- site archéologique du Vieux-Poitiers (communes de Cenon et de Naintré, au sud de Châtellerault, à 25 km au nord-est de Poitiers) ; proche d'Ingrandes-sur-Vienne

#### Sites ruraux
- « Une ferme fortifiée gauloise en Poitou-Charentes » (lieu-dit Les Gains, à Saint-Georges-lès-Baillargeaux, à 10 km au nord-est de Poitiers) : « Résidence d'un aristocrate picton au IIe ou au Ier siècle avant notre ère, cette ferme fortifiée domine une voie naturelle reliant Poitiers (Lemonum) à Tours (Caesarodunum) via Vieux-Poitiers, par les vallées du Clain, de la Vienne et de la Loire. »

### Organisation politique et cultes
On connaît par le livre VIII de la Guerre des Gaules le nom du chef des Pictons à l'époque de la conquête romaine, Duratios[réf. nécessaire], dont le pouvoir semble limité par celui des autres aristocrates pictons[réf. nécessaire].
Religion : voir religion gauloise, druidisme.

### Monnayage

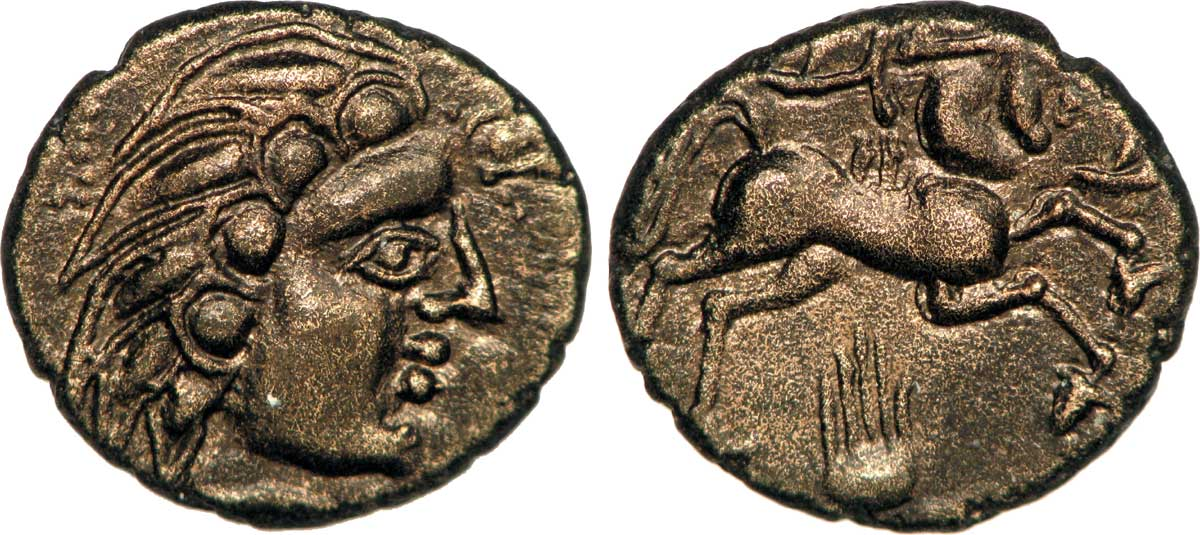
Statère d’électrum de frappe pictonne avec au revers une main sous un cavalier,.

Les Pictons émettent une monnaie spécifique à partir de la fin du IIe siècle av. J.-C. Il s'agit de pièces d'electrum[réf. nécessaire], mais on trouve aussi des pièces d'argent et de bronze.
Le monnayage picton, comme la plupart de ceux de Gaule, est inspiré du statère macédonien et des monnaies grecques de la colonie d'Empúries en Catalogne.
Les monnaies pictonnes sont de type armoricain, avec un revers présentant un caractère original : une main ouverte sous le cheval androcéphale habituel. 
Ces motifs inspirent directement le monnayage des Namnètes[réf. nécessaire], en raison de l'influence politique et économique des Pictons dans la région de l'estuaire de la Loire[réf. nécessaire].
On retrouve des pièces de ce type en abondance dans les actuels départements de la Vienne et des Deux-Sèvres, mais en faible quantité en Vendée.
Une série en argent du Ier siècle av. J.-C., avec un cavalier ailé sautant par-dessus une fleur de type lys, est proche du monnayage des Bituriges Cubes. Son caractère proprement picton n'est pas certain.

## La guerre des Gaules et la fin de l'indépendance

### De 58 à 53
En 58 avant notre ère, Jules César est gouverneur proconsul de Gaule cisalpine et de Gaule narbonnaise. À ce poste, il est chargé de surveiller ce qui se passe dans la Gaule indépendante, où Rome a des alliés (notamment les Éduens) et des adversaires (notamment les Arvernes). Se posent alors en Gaule deux problèmes : les menaces du chef germain Arioviste et le projet de migration des Helvètes vers le territoire des Santons. Ces deux problèmes sont portés à la connaissance de César, qui décide d'intervenir militairement.
Les Pictons font partie des peuples qui peuvent se sentir menacés par la migration des Helvètes, au cas où elle aurait lieu par le nord du Massif central. Ils ont donc tout intérêt à l'intervention de Jules César.
Par la suite, ils confirment leur alliance avec Rome. Comme les Santons, ils fournissent une flotte à César en 56 av. J.-C. lors de la guerre contre les Vénètes.

### Conflit interne lors de l'insurrection de Vercingétorix
Lors de l'insurrection de l'Arverne Vercingétorix en 52 av. J.-C., le chef picton Duratios reste loyal à César, mais ce n'est pas le cas de tous les Pictons. Un contingent de 8000 hommes rejoint le chef des Andécaves Dumnacos à Angers, qui revient alors vers Poitiers pour y assiéger Duratios. Celui-ci envoie un courrier au légat romain Caius Caninius Rebilus, qui lui apporta du soutien depuis le territoire des Rutènes. N'ayant que des troupes de peu de valeur, il construit un camp retranché afin de résister à Dumnacos. Celui-ci l'assaille durant plusieurs jours sans réussir à le pénétrer. Dumnacos lève le siège quant il apprend que le légat Caius Fabius, qui obtient l'allégeance des peuples entre Beauvais et Tours, vient au secours de Caninius.
Étant resté en majorité fidèle à César, les Pictons, sous la conduite de Duratios, qui va devenir citoyen romain, voient probablement leur territoire augmenté des territoires des Ambilatres et des Anagnutes lorsque Rome met en place son système de domination des cités.

## Période de l'Empire romain

### Les Pictons dans les Trois Gaules
Les territoires conquis de Gaule forment d'abord une province dont le chef-lieu est établi un peu plus tard dans une ville créée en -43, Lyon. Dans cette province, les Romains décident de donner le statut de cité à un peu plus de soixante peuples, certains comme alliés de Rome, d'autres avec un statut de peuple ennemi vaincu.
Sous le règne d'Auguste, la province est divisée en trois provinces, les « Trois Gaules » (Tres Galliae) : la Lyonnaise, la Belgique et l'Aquitaine, qui s'étend des Pyrénées à la Loire et dont la cité des Pictons fait partie, alors que les Namnètes, les Andécaves et les Turons font partie de la Lyonnaise.
Chaque cité est administrée non pas par des agents de Rome, présents seulement au niveau de la province, mais par des notables locaux, les décurions, qui forment la curie de la cité. Ces décurions sont éligibles à la citoyenneté romaine, voire, au bout de quelques décennies, à une carrière à Rome.

### Territoire de la cité
Au Ier siècle apr. J.-C., le géographe Strabon mentionne les deux principales villes pictonnes de l'époque : Lemonum (Poitiers) et Ratiatum (Rezé). Ce port servait au commerce avec les îles Britanniques[réf. nécessaire].

### Période de la paix romaine
La paix romaine, période qui s'étend du règne d'Auguste à celui de Marc Aurèle, profite à la cité des Pictons, notamment par de nombreuses constructions urbaines (voir Histoire de Poitiers), il est toutefois difficile de se prononcer sur le degré de romanisation du peuple picton. 
Des survivances de l'époque gauloise sont attestées, ainsi, comme dans de nombreux autres endroits des Gaule, au milieu du IIe siècle, les bornes milliaires indiquent les distances en lieues gauloises, et non en milles romains[réf. nécessaire]. 
En revanche, il est certain qu'à cette époque l'aristocratie de la cité est profondément romanisée et intégrée à la classe dirigeante de l'Empire romain : Marcus Sedatius Severianus, originaire de Poitiers, fait en effet une carrière qui le porte au consulat en 153 et lui ouvre l'accès au Sénat de Rome. 
Les découvertes archéologiques révèlent la richesse de Poitiers à l'époque romaine et son insertion dans l'économie impériale, source, selon Gilbert-Charles Picard, de la réussite des notables pictons. La prospérité de la cité apparait aussi dans les agglomérations qui développent autour de sanctuaires ruraux, comme Sanxay et les Tours Mirandes à Vendeuvre dans les deux premiers siècles de l'ère chrétienne. 
Il est possible que Poitiers ait été un moment chef-lieu de la province d'Aquitaine.[réf. nécessaire]

### Période du Bas-Empire
Selon G. Nicolini des traces d'incendie marquent une rupture dans l'histoire de la ville de Poitiers dans le troisième quart du IIe siècle, incendies et rupture que Gilbert-Charles Picard explique par des troubles et des révoltes.
En 237, on trouve la première attestation changement du nom de Limonum en « Poitiers ».
D'autres agglomérations se développent à partir du IIIe siècle, comme celle du Vieux-Poitiers à Naintré (près de Châtellerault), commune qui a également livré deux tombeaux exceptionnels (les Dames de Naintré). Ce bourg ne disparaît qu'avec les invasions scandinaves du IXe siècle.
Sous le règne de Dioclétien (vers 300), la province d'Aquitaine est à son tour divisée en trois : la cité des Pictons fait désormais partie de l'Aquitaine seconde (chef-lieu : Bordeaux). Les cités au nord font partie de la Lyonnaise troisième (chef-lieu : Tours).
Après que l'empereur Constantin Ier a fait du christianisme une religion licite dans l'Empire (édit de Milan, 313), cette religion se répand rapidement. Saint Hilaire est le premier évêque attesté de Poitiers vers 350. Il accueille le futur saint Martin de Tours, qui fonde à Ligugé le plus ancien monastère de Gaule, encore en activité aujourd'hui. Poitiers devient donc un siège épiscopal, suffragant de l'archevêque de Bordeaux.

### Carte des principales agglomérations pictonnes à l'époque romaine
La carte suivante inventorie les principaux sites d'agglomérations attestés sur le territoire picton à l'époque gallo-romaine : la capitale, Lemonum, et les agglomérations secondaires (vici).
| A F B C D E G H I J K L M N · |

Légende
- N : Les Tours Mirandes

## Fin de l'Antiquité et haut Moyen Âge: des Wisigoths aux Francs
Désormais, Rome ne nomme plus de gouverneurs de province et l'institution décurionale périclite. Ce qui survit, c'est la structure chrétienne : les archevêques (niveau provincial) et les évêques (niveau des cités), généralement issus de l'aristocratie gallo-romaine.
L'Empire d'Occident prend fin en 476. En 486, les Francs de Clovis, partis de Tournai, parviennent à la Loire après la conquête du royaume de Soissons. En 507, Clovis (devenu l'allié des évêques par son baptême de 496) bat les Wisigoths (chrétiens, mais ariens) près de Poitiers (bataille de Vouillé). Les Wisigoths se replient en Hispanie et la cité des Pictons/diocèse de Poitiers entre dans le royaume des Francs.